# Location
Location [lə(ʊ)ˈkeɪʃən] ist ein Anglizismus, der in der deutschen Übersetzung synonym für die Lage, den Standort oder die Position verwendet wird.

## Etymologie
Der Wortstamm leitet sich dabei aus der Örtlichkeit (lateinisch locatio<locatum<locare (Verb)) ab. Das Wort „Locatio“ beschränkt sich auf die Stellung, wurde aber im Jargon (Sprachgebrauch) auch als Örtlichkeit oder Lokalität verwendet. Der eigentliche lateinische Begriff für „Ort“ heißt „Locus“ und bezieht sich u. a. auf den Bereich, den Rang, die Stelle oder die Lokalität.

## Verwendung
Im deutschen Sprachgebrauch wird der Begriff meist als Ausdruck für „Ort/Örtlichkeit“ und „Lokalität“ verwendet. Da das Wort Lokalität seit jeher synonym für Gaststätten, Kneipen und Bars verwendet wird, hat sich bei einigen Bevölkerungsgruppen der Begriff „Location“ auch für Diskotheken, Clubs, Bistros, Cafés und Restaurants fest im deutschen Sprachgebrauch etabliert.
Der Begriff Location ist auch ein heute gängiger Ausdruck in der Medienwirtschaft für einen Drehort oder Schauplatz für Veranstaltungen, Filme, Fotoshootings, Serien oder Werbung. Locations werden von Location-Scouts für Filmproduktionen entdeckt und von den jeweiligen Besitzern oder beauftragten Agenturen vermarktet. Darüber hinaus gibt es auch Zeitschriften, Print- und Online-Kataloge sowie unabhängige Online-Location-Verzeichnisse, die Inhabern und Betreibern von Eventlocations das Publizieren interessanter Locations ermöglichen.

Im Bereich des Eventmanagements ist statt von Location mitunter von Venue (deutsch Veranstaltungsort) die Rede.
Als Location wurden im Südlichen Afrika generell räumlich abgegrenzte Wohngebiete bzw. Siedlungen der nicht-europäisch-stämmigen Bevölkerung bezeichnet, bevor sich seit der Mitte des 20. Jahrhunderts dafür der Begriff Township (englisch: wörtlich für „Stadtteil“) schrittweise durchsetzte.

### Lokation
Eine Lokation kann neben einem Gebäude auch eine Umschreibung für eine geographische Lage im physischen Raum sein. Dafür können die Parameter der geographischen Breite und der geographischen Länge herangezogen werden. Der Begriff Lokation kann in diesem Zusammenhang absolut oder relativ verwendet werden. Dabei beschreibt die absolute Lokation den exakten Ort eines Objektes. Die relative Ortsangabe bezieht sich auf die Lokation eines Objektes im Bezug zu einem Anderen oder in Bezug auf ein bestimmtes Gebiet. 